# قبس أمرط
قبس أمرط (الاسم العلمي:Phlox glaberrima) هو نوع من النباتات يتبع جنس القبس من الفصيلة البولامونية.